# Río Mulchén

Le Mulchén est un cours d'eau de la région de l'Araucanie, au Chili. C'est le principal affluent du Río Bureo. 